# Sissinghurst Castle
Sissinghurst Castle is een landgoed in het graafschap Kent waar Harold Nicolson en Vita Sackville-West een veertigtal jaren woonden. Vooral de geslaagde tuinaanleg maakt het landgoed bekend bij tuinliefhebbers.

## Gebouwen van het landgoed

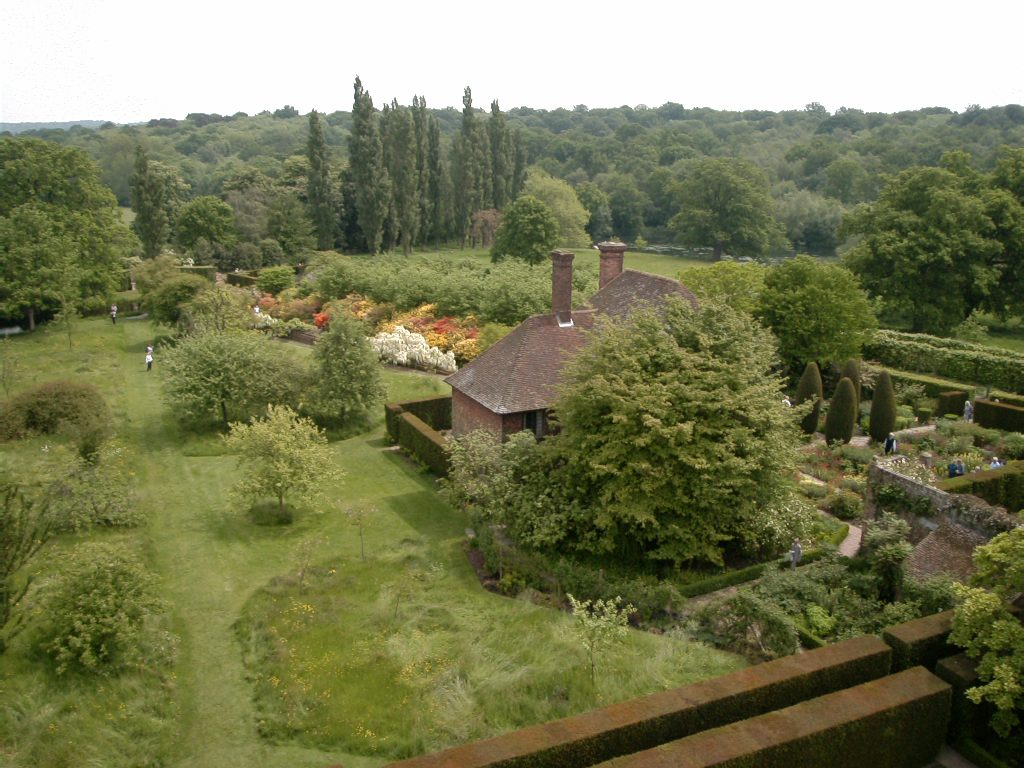
South Cottage met de Cottage Garden in mei, met achteraan de Moat Walk naar de vijver; rechts daarvan The Nuttery; links de boomgaard en helemaal vooraan de taxushaag of de Yew Walk

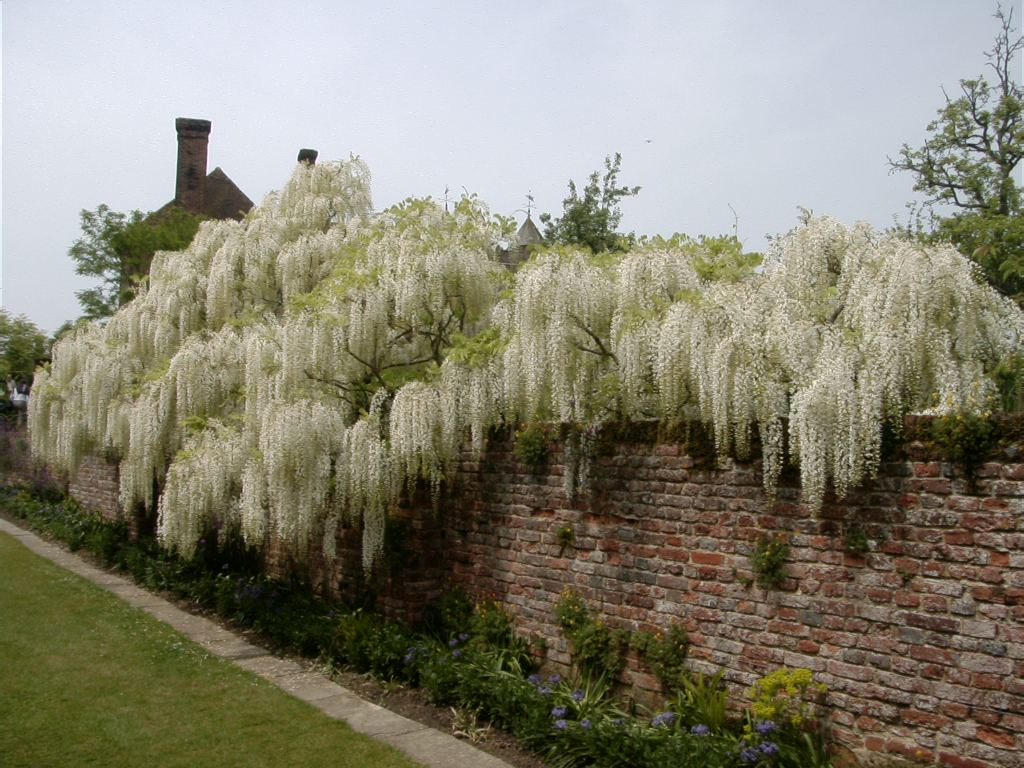
Moatwalk afgeboord met rechts Wisteria en links azalea

Sissinghurst ligt zo'n veertig kilometer ten zuidwesten van Canterbury, in het district Tunbridge Wells. De oorspronkelijke bebouwing van het landgoed stamt uit de middeleeuwen. De meeste van de gebouwen die er nu nog staan dateren evenwel uit de 17e eeuw. In de 18e eeuw werd het domein gebruikt als gevangenis voor Franse krijgsgevangenen. Delen van het gebouw vervielen of werden met de tijd afgebroken. Wat nu nog rest is het dominante torengebouw, het vooraangelegen poortgebouw waar Vita Sackville-West een huisbibliotheek inrichtte genoemd The Long Hall Library. Verder is er een Priest's House en een South Cottage. Het natuurlijk terrein bevat een fruitboomgaard (orchard), een langgerekt hazelnotenbos (nuttery) en is achteraan afgeboord met een vijver (moat).
Begin jaren dertig van de 20e eeuw toen de nieuwe eigenaars het landgoed kochten, lag het er totaal vervallen bij. Er was geen elektriciteit noch stromend water. Er was geen glas in de ramen en de gebouwen stonden erbij zonder deuren. Gedurende de eerste jaren van de restauratie kampeerde het koppel op de eerste verdieping van de toren terwijl men de South Cottage inrichtte voor zichzelf en het Priest's House voor hun jonge kinderen. De stallen van de noordvleugel werden omgebouwd tot bibliotheek. Toch bleef het landgoed een vreemd geheel om te bewonen. Elk gezinslid bewoonde een ander gebouw. Om te gaan slapen, eten, een bad te nemen of te werken moest men winter en zomer door de tuin wandelen van het ene deel naar het andere. De eetkamer en de keuken waren gesitueerd in de Priest's House, Sackville-Wests woonkamer bevond zich in de toren, Harold Nicolson werkte in de South Cottage en de opgroeiende kinderen woonden in het lange gebouw vooraan aan de toren. Er waren geen logeerkamers.
Vita Sackville-West overleed op 2 juni 1962 op de eerste verdieping van het Priest's House waar zij, omdat het comfortabeler was, was gaan wonen. Zij liet het kasteel en de tuin na aan haar jongste zoon, Nigel terwijl Harold Nicolson voor de duur van zijn verdere leven de South Cottage mocht bewonen. Daar stierf hij op 1 mei 1968 op 81-jarige leeftijd. Het jaar daarvoor werd de National Trust eigenaar van het 270 acres metend geheel. Nigel Nicolson verbleef in de zuidelijke vleugel van het voorste langgerekte geheel langs de toren. De South Cottage en het Priest's House werden gebruikt door huurders van de National Trust.

## De tuinen

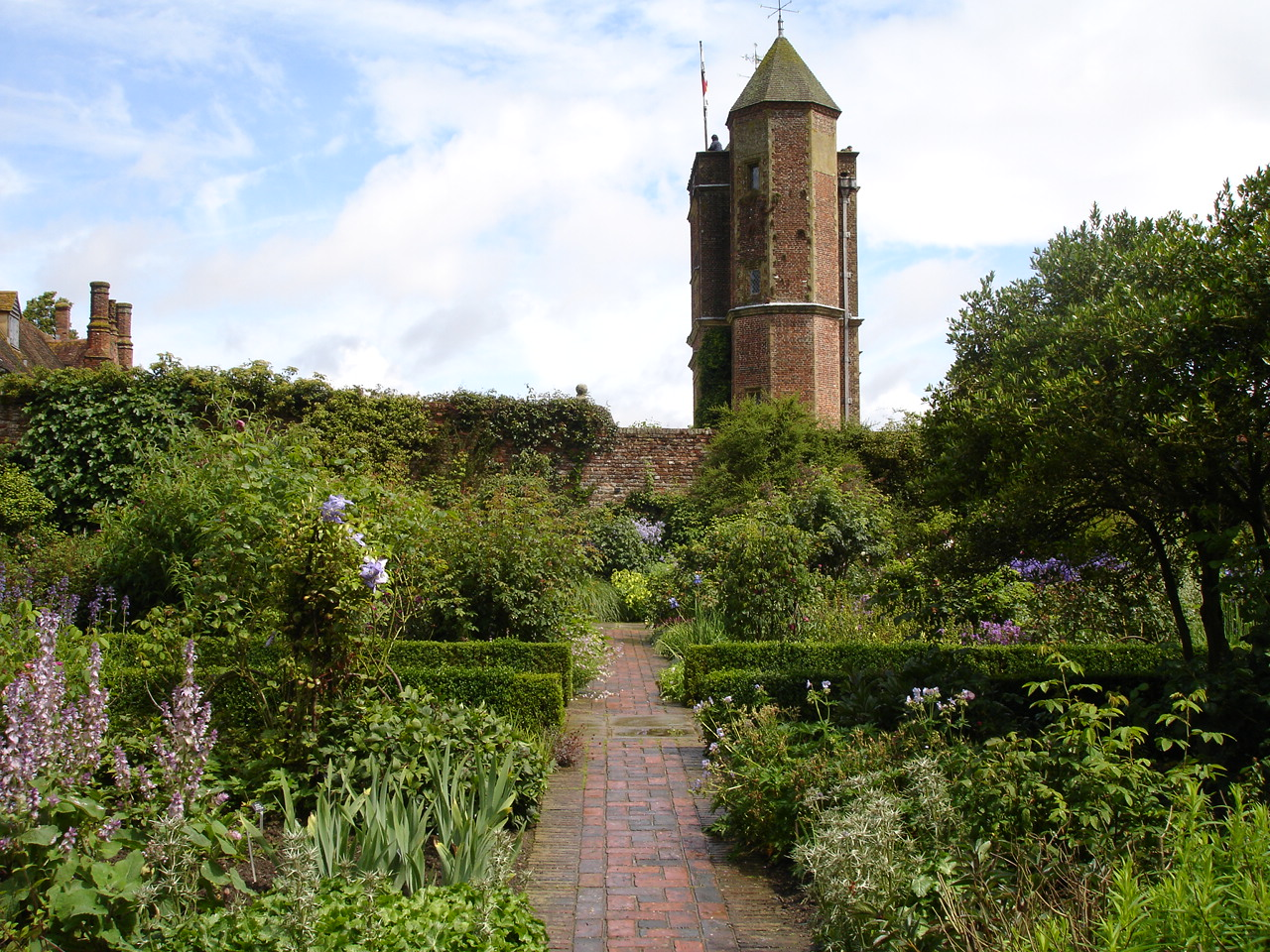
De Rose Garden van Sissinghurst Castle

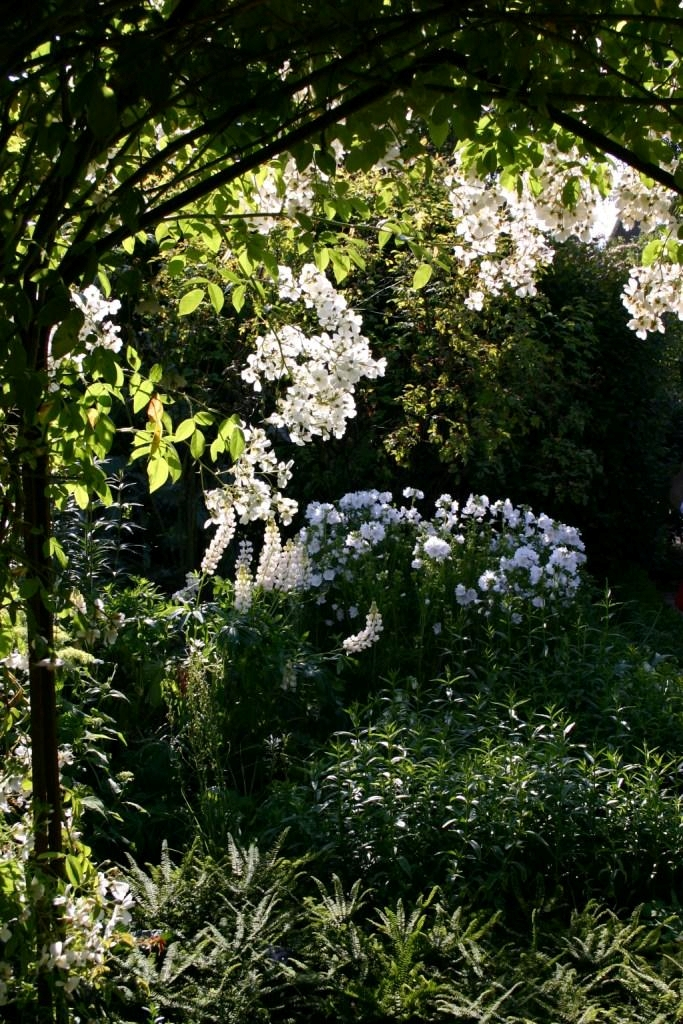
White garden room

In 1930 trof het echtpaar Harold Nicolson en Vita Sackville-West er ook een totaal vervallen tuin aan. De tuinen werden in de jaren dertig ontworpen en opnieuw aangelegd door het echtpaar. Daarbij inspireerden zij zich op het werk van tuinarchitecte Gertrude Jekyll en architect Edwin Lutyens.
Het achterliggend concept van de tuin komt neer op the strictest formality of design gekoppeld aan het maximum informality in planting. Of zoals Sackville-West zelf zegt: Profusion, even extravagance and exuberance, within the confines of the utmost linear severity. Zoals hun huwelijk weerspiegelt het tuinontwerp het samengaan tussen het klassieke en romantische temperament.
Wat betreft de tuinaanleg komt dit praktisch op de volgende uitgangspunten neer:
- Hoge immer groenblijvende tuinmuren in buxus en taxus die lange walks vormen die leiden naar een rustpunt zoals een sculptuur, een rustbank; zij benadrukken de beslotenheid van het geheel en bieden telkens een verrassend perspectief.
- Het aanleggen van kleinschalige intiem aandoende geometrisch geordende tuinen die zich openen als kamers van een grote villa, zogenoemde tuinkamers die elk een eigen sfeer uitstralen.
- De tuin als geheel moest het gehele jaar door in elk seizoen aangenaam zijn om in te verblijven: een lentetuin van maart tot midden mei met een enorm veld van paasbloemen, een vroegzomertuin van mei tot juli, een laatzomertuin in juli en augustus en een herfsttuin in september en oktober.
- Naderhand kwam het idee naar boven om elke afgesloten tuin een overheersende kleur te geven via de beplanting: oranje en geel voor de Cottage Garden, wit voor de tuin aan het Priest's House en donkerblauw en paars voor de borders langs de noordzijde van het voorste binnenhof. De White Garden is onder kenners vermaard en stond nadien model voor vele navolgers.

De tuin is ingedeeld in bijzonder benoemde plekken zoals de White Garden aan het Priest's House, het Tower Lawn vlak aan de toren, de Rose Garden met de rotonde in kortgeknipte hoge taxushagen, de Cottage Garden gemarkeerd door 4 lange taxusbomen aan de South Cottage, de langgerekte Lime Walk (lindegang) die via de nuttery (hazelnotenbos) toegang geeft tot de besloten Herb Garden (kruidentuin) en de Moat Walk die leidt naar de achterliggende vijver. Deze geven de tuin een identiteit, herkenning en een menselijke schaal.
Vanaf 1938 werd de tuin opengesteld voor het publiek. Zoals overal in de dorpen in Kent kan men er genieten van thee en gebak in een tearoom met shop. In 1967 werd het geheel overgenomen door de National Trust for Places of Historic Interest or Natural Beauty, die nu de tuinen, de gebouwen en de boerderij beheert. Harold stierf in 1968. Sissinghurst Castle trekt het gehele jaar bezoekers van over de hele wereld aan.